# 平岡卓
平岡卓（日语：／ Hiraoka Taku */?，1995年10月29日—）是一位日本單板滑雪運動員，出生於御所市。他在2013年世界單板滑雪錦標賽半管項目奪得銀牌，2014年索契冬奧半管項目奪得銅牌。

## 外部連結
- Profile at FIS-Ski.com